# Druzhba (Ichnia)
Druzhba (ucraniano: Дру́жба) es un sélyshche de Ucrania, constituido administrativamente como una pedanía de la ciudad de Ichnia, en el raión de Pryluky de la óblast de Chernígov.
En 2022, la localidad tenía una población de 907 habitantes.
Se ubica unos 5 km al suroeste de la capital municipal Ichnia, en el parque natural nacional de Ichnia.

## Historia
Fue fundado en 1937 por la Unión Soviética como un asentamiento militar de artillería, formado por un cuartel en un entorno forestal, así como por viviendas y equipamientos para los militares. La construcción del complejo se concluyó en 1941 y adoptó en 1963 el estatus de asentamiento de tipo urbano, que mantuvo hasta que este tipo de localidad desapareció en Ucrania en 2023. Por su carácter de instalación militar, no tenía ayuntamiento propio y era una pedanía del ayuntamiento de Ichnia.
El asentamiento se hizo famoso en octubre de 2018, cuando se produjo un gran incendio en un almacén de municiones, que duró dos semanas y obligó a evacuar a diez mil personas del entorno a diversas localidades del entonces raión de Ichnia.